# Vũ Phương Đề
Vũ Phương Đề (1698 - 1761), tự Thuần Phủ, là một nhà văn Việt Nam ở thế kỷ 18. Ông là tác giả quyển Công dư tiệp ký (Ghi nhanh lúc rỗi việc công) rất được giới Nho sĩ các đời ưa ham thích, nên người ta đã thêm thắt và sao chép khá nhiều .

## Tiểu sử
Vũ Phương Đề là người làng Mộ Trạch, huyện Đường An (nay thuộc xã Tân Hồng, huyện Bình Giang), tỉnh Hải Dương.
Ông là con danh sĩ Vũ Phương Nhạc. Năm 39 tuổi, Vũ Phương Đề thi đỗ Tiến sĩ khoa Bính Thìn (1736) đời vua Lê Ý Tông, làm quan lần lượt trải chức Đông các hiệu thư, Hiệp đồng Đông Triều (Hải Dương, 1741), Đốc đồng Hải Dương (1747).
Khi thủ lĩnh Nguyễn Hữu Cầu đánh bại tướng Trần Đình Cẩn, chiếm trấn thành Kinh Bắc, tung quân đốt phá Hải Dương thì Đốc đồng Vũ Phương Đề vì quá sợ hãi đã bỏ chạy, làm rơi mất ấn tín dọc đường, nên bị cách chức. Có lẽ Công dư tiệp ký được ông sáng tác trong khoảng thời gian mất chức này.
Đây là tác phẩm bằng chữ Hán, gồm 43 thiên (truyện) với Lời tựa của chính tác giả ghi vào năm 1755. Nội dung sách là ghi chép chuyện những chuyện lặt vặt mắt thấy tai nghe xưa nay. Ngoài quyển này, hiện chưa tìm thấy trước tác nào khác của ông.
Vũ Phương Đề mất năm nào không rõ.

## Sách tham khảo chính
- Nguyễn Huệ Chi, mục từ Công dư tiệp ký. Nhà xuất bản Thế giới, 2004.
- Trần Văn Giáp, Tìm hiểu kho sách Hán Nôm (2 tập in chung). Nhà xuất bản Khoa học Xã hội, 2003.
- Nguyễn Đăng Na, Văn xuôi tự sự Việt Nam thời trung đại (Tập 1). Nhà xuất bản Giáo dục, 1997.